# سانتیاگو میتره
سانتیاگو میتره (انگلیسی: Santiago Mitre؛ زادهٔ ۴ دسامبر ۱۹۸۰) کارگردان فیلم و فیلم‌نامه‌نویس اهل آرژانتین است.
از فیلم‌هایی که وی کارگردانی کرده است، می‌توان به فیل سفید، کارانچو، پائولینا و اجلاس سران اشاره کرد.